# Allocasuarina decaisneana
Allocasuarina decaisneana (Synonym: Casuarina decaisneana – Deutsch: „Wüstenkasuarine“ / Englisch: „Desert Oak“) ist eine Pflanzenart aus der Gattung Allocasuarina in der Familie Kasuarinengewächse (Casuarinaceae).

## Beschreibung

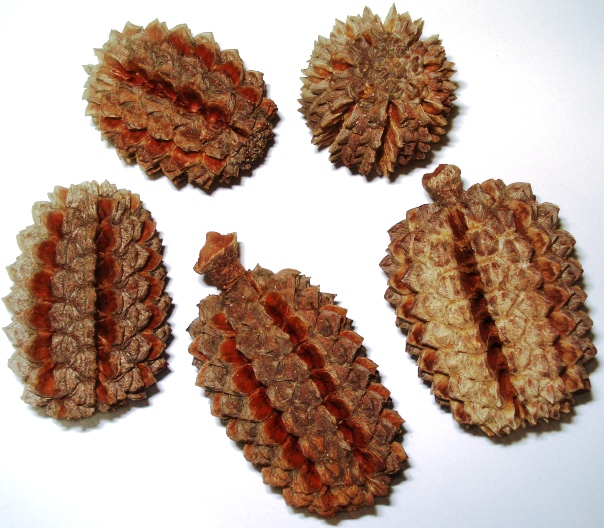
Fruchtstände von Allocasuarina decaisneana

### Vegetative Merkmale
Allocasuarina decaisneana handelt sich um einen mittelgroßen, immergrünen Baum. Durch die sehr weit in die Tiefe reichenden Wurzeln kann Allocasuarina decaisneana in sehr trockenen Gebieten überleben. Er besitzt lange, dünne, segmentierte und rutenartige Zweige, die die Funktion der Blätter übernehmen und als Phyllokladium bezeichnet werden.

### Generative Merkmale
Allocasuarina decaisneana ist  zweihäusig. Weibliche Exemplare bilden große, stachelige, (Zapfen ähnelnde), holzige Fruchtstände aus (28–95 mm lang, die größten in der Gattung). Sie enthalten Nussfrüchte.

## Vorkommen

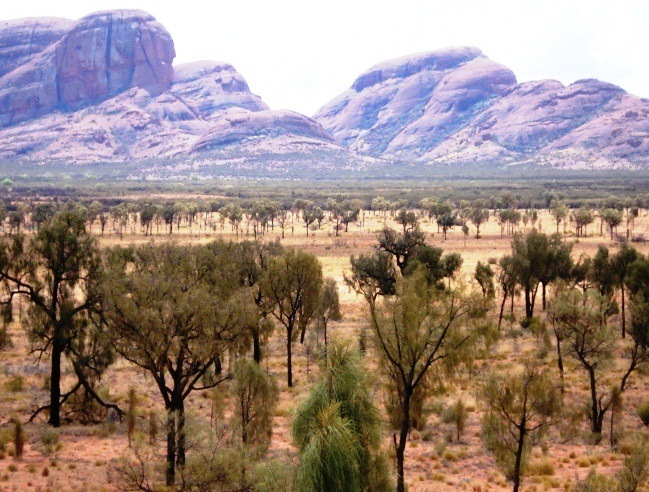
Bestand von Allocasuarina decaisneana ("Desert Oak") (im Hintergrund Kata Tjuta)

Allocasuarina decaisneana stammt aus Wüstenregionen Zentral-Australiens (Northern Territory, Western Australia, South Australia).
Sie kommt im Uluṟu-Kata-Tjuṯa-Nationalpark vor, der unter anderem den Uluṟu und die Kata Tjuṯa umfasst.

## Taxonomie
Die Erstbeschreibung erfolgte 1858 unter dem Namen (Basionym) Casuarina decaisneana durch Ferdinand von Mueller in Fragmenta Phytographiæ Australiæ, 1, S. 61. Bei der Aufteilung der Gattung der Casuarina erfolgte 1982 durch Lawrence Alexander Sidney Johnson die Neukombination zu Allocasuarina decaisneana.